# Pandolfo Malatesta (arcivescovo)
Pandolfo Malatesta (Rimini, 1390 – 17 aprile 1441) è stato un arcivescovo cattolico italiano.

## Biografia
Era figlio di Malatesta IV Malatesta, della nobile famiglia riminese dei Malatesta, fu arcidiacono di Bologna nel 1404. Venne a Brescia nel 1414 e nel 1416 fu nominato amministratore apostolico della diocesi. Nel 1418, dopo la visita di papa Martino V a Brescia, con cui tra l'altro si decise il matrimonio di sua sorella Cleofe, fu eletto vescovo di Coutances, da dove nel 1424 fu promosso arcivescovo di Patrasso e barone di Patrasso, titolo che manterrà fino alla morte.

## Ascendenza
|                        |                      |                                   | Genitori                 |  |  | Nonni |  |  | Bisnonni                |  |  | Trisnonni            |  |
|                        |                      |                                   |                          |  |  |       |  |  | Malatesta III Malatesta |  |  | Pandolfo I Malatesta |  |
|                        |                      |                                   |                          |  |  |       |  |  | Malatesta III Malatesta |  |  | Pandolfo I Malatesta |  |
|                        |                      | Taddea da Rimini                  |                          |  |  |       |  |  | Malatesta III Malatesta |  |  |                      |  |
| Pandolfo II Malatesta  |                      |                                   |                          |  |  |       |  |  | Malatesta III Malatesta |  |  |                      |  |
|                        |                      | Costanza Ondedei                  | …                        |  |  |       |  |  |                         |  |  |                      |  |
|                        |                      | Costanza Ondedei                  | …                        |  |  |       |  |  |                         |  |  |                      |  |
|                        |                      | Costanza Ondedei                  | …                        |  |  |       |  |  |                         |  |  |                      |  |
| Malatesta IV Malatesta |                      | Costanza Ondedei                  |                          |  |  |       |  |  |                         |  |  |                      |  |
|                        |                      | Bertoldo Orsini                   | Napoleone di Orso Orsini |  |  |       |  |  |                         |  |  |                      |  |
|                        |                      | Bertoldo Orsini                   | Napoleone di Orso Orsini |  |  |       |  |  |                         |  |  |                      |  |
|                        |                      | Bertoldo Orsini                   | …                        |  |  |       |  |  |                         |  |  |                      |  |
| Paola Orsini           |                      | Bertoldo Orsini                   |                          |  |  |       |  |  |                         |  |  |                      |  |
|                        |                      | …                                 | …                        |  |  |       |  |  |                         |  |  |                      |  |
|                        |                      | …                                 | …                        |  |  |       |  |  |                         |  |  |                      |  |
|                        |                      | …                                 | …                        |  |  |       |  |  |                         |  |  |                      |  |
| Pandolfo Malatesta     |                      | …                                 |                          |  |  |       |  |  |                         |  |  |                      |  |
|                        | Berardo II da Varano | Gentile II da Varano              |                          |  |  |       |  |  |                         |  |  |                      |  |
|                        | Berardo II da Varano | Gentile II da Varano              |                          |  |  |       |  |  |                         |  |  |                      |  |
|                        | Berardo II da Varano | …                                 |                          |  |  |       |  |  |                         |  |  |                      |  |
| Rodolfo II da Varano   | Berardo II da Varano |                                   |                          |  |  |       |  |  |                         |  |  |                      |  |
|                        |                      | Bellafiore di Gualtiero Brunforte | Gualtiero Brunforte      |  |  |       |  |  |                         |  |  |                      |  |
|                        |                      | Bellafiore di Gualtiero Brunforte | Gualtiero Brunforte      |  |  |       |  |  |                         |  |  |                      |  |
|                        |                      | Bellafiore di Gualtiero Brunforte | …                        |  |  |       |  |  |                         |  |  |                      |  |
| Elisabetta da Varano   |                      | Bellafiore di Gualtiero Brunforte |                          |  |  |       |  |  |                         |  |  |                      |  |
|                        |                      | Finuccio Chiavelli                | …                        |  |  |       |  |  |                         |  |  |                      |  |
|                        |                      | Finuccio Chiavelli                | …                        |  |  |       |  |  |                         |  |  |                      |  |
|                        |                      | Finuccio Chiavelli                | …                        |  |  |       |  |  |                         |  |  |                      |  |
| Camilla Chiavelli      |                      | Finuccio Chiavelli                |                          |  |  |       |  |  |                         |  |  |                      |  |
|                        |                      | …                                 | …                        |  |  |       |  |  |                         |  |  |                      |  |
|                        |                      | …                                 | …                        |  |  |       |  |  |                         |  |  |                      |  |
|                        |                      | …                                 | …                        |  |  |       |  |  |                         |  |  |                      |  |
|                        |                      | …                                 |                          |  |  |       |  |  |                         |  |  |                      |  |

## Genealogia episcopale
La genealogia episcopale è:
- Vescovo Pierre Assalbit, O.E.S.A.
- Arcivescovo Pandolfo Malatesta